# دوري كرة القدم التشيكي الدرجة الأولى 2012–13
دوري كرة القدم التشيكي الدرجة الأولى 2012–13 هو موسم من دوري كرة القدم التشيكي الدرجة الأولى ‏. أشرف على تنظيمه اتحاد جمهورية التشيك لكرة القدم، وفاز فيه AC Sparta Prague (women) ‏.